# Католицька церква в Канаді
Като́лицька це́рква в Кана́ді — друга християнська конфесія Канади. Складова всесвітньої Католицької церкви, яку очолює на Землі римський папа. Керується конференцією єпископів. Станом на 2004 рік у країні нараховувалося близько 13 070 000 католиків (44,3% від усього населення). Існувало 71 діоцезій, які об'єднували 4865 церковних парафій.  Кількість  священиків — 8441 (з них представники секулярного духовенства — 5296, члени чернечих організацій — 3145), постійних дияконів — 902, монахів — 5181, монахинь — 19 880.

## Статистика
Згідно з «Annuario Pontificio» і Catholic-Hierarchy.org:
| Рік | Населення | Населення | Населення | Священики | Священики | Священики | Священики           | Диякони | Ченці    | Ченці | Парафії |
| Рік | католики  | загалом   | %         | загалом   | секулярні | ченці     | вірних на священика | Диякони | чоловіки | жінки | Парафії |
| --- | --------- | --------- | --------- | --------- | --------- | --------- | ------------------- | ------- | -------- | ----- | ------- |

## Діоцезії
Шаблон:Католицька церква в Канаді